# Lenore

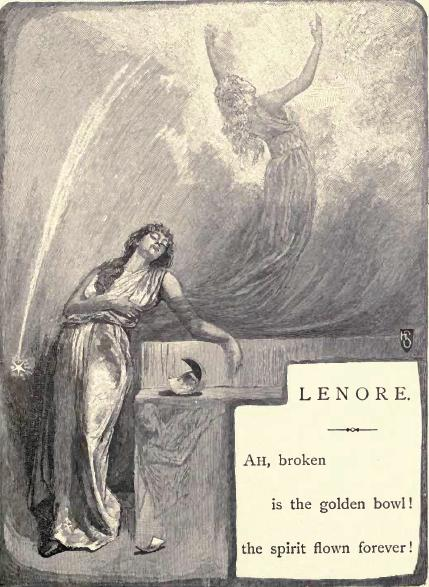
Ilustracja narysowana przez Henry’ego Sandhama na potrzeby opublikowanej w 1886 r. edycji wiersza.

Lenore – wiersz napisany przez amerykańskiego pisarza Edgara Allana Poego, którego tytuł pierwotnie miał brzmieć A Paean. Po raz pierwszy utwór opublikowano – pod tytułem Lenore – w 1843 roku.

## Geneza i analiza wiersza
W tym wierszu Poe porusza temat dotyczący śmierci pięknej kobiety, który wykorzystywał on także w utworach takich jak: Annabel Lee i Ulalume. Autor mówił, że to najbardziej poetycki temat na świecie. Biograf i krytyk pisarza często sugerował, że obsesja Poego na ten temat spowodowana była kolejnymi utratami kobiet; w wieku niespełna trzech lat pisarz stracił matkę Elizę, później zmarła jego przybrana matka (Frances Allan) oraz żona Virginia Eliza Clemm.
Wiersz omawia decorum młodej kobiety w obliczu śmierci. Jej narzeczony Guy de Vere uznaje opłakiwanie zmarłych za niewłaściwe, uważa, że powinno się uczcić wstąpienie osoby do nowego świata. W odróżnieniu od innych wierszy Poego, ten utwór pokazuje możliwość spotkania się w raju.

## Historia publikacji
Po raz pierwszy utwór opublikowano – pod tytułem A Pæan – w 1831 roku; liczył on jedenaście czterowierszy. Poe zapłacił 10 USD za tę publikację. Pisarz często poprawiał ten wiersz, a jego ostateczna wersja została wydana 16 sierpnia 1845 roku.
Wersja pierwotna wiersza znacznie się różniła od finalnej jego edycji. Często obie wersje określane są jako dwa różne utwory.